# Самородово
Саморо́дово (рос. Самородово) — селище у складі Оренбурзького міського округу Оренбурзької області, Росія.

## Населення
Населення — 1629 осіб (2010; 1457 у 2002).
Національний склад (станом на 2002 рік):
- росіяни — 59 %